# Maheš Bhúpatí
Maheš Bhupáthí (anglicky: Mahesh Shrinivas Bhupathi, kannadsky: ಮಹೇಶ್ ಭೂಪತ; * 7. červen 1974 Čennaíi) je bývalý indický profesionální tenista.
Ve své kariéře vyhrál 45 turnajů ATP World Tour ve čtyřhře.

## Finálová utkání na turnajích Grand Slamu

### Mužská čtyřhra

#### Vítězství (4)
| Rok  | Turnaj          | Partner      | Soupeři ve finále             | Výsledek                  |
| 1999 | French Open     | Leander Paes | Goran Ivanišević Jeff Tarango | 6–2, 7–5                  |
| 1999 | Wimbledon       | Leander Paes | Paul Haarhuis Jared Palmer    | 6–7(10), 6–3, 6–4, 7–6(4) |
| 2001 | French Open (2) | Leander Paes | Petr Pála Pavel Vízner        | 7–6(5), 6–3               |
| 2002 | US Open         | Max Mirnyj   | Jiří Novák Radek Štěpánek     | 6–3, 3–6, 6–4             |

#### Porážka ve finále (5)
| Rok  | Turnaj              | Partner      | Vítězové                       | Výsledek                    |
| 1999 | Australian Open     | Leander Paes | Patrick Rafter Jonas Björkman  | 6–3, 4–6, 6–4, 6–7(10), 6–4 |
| 1999 | US Open             | Leander Paes | Sébastien Lareau Alex O'Brien  | 7–6(7), 6–4                 |
| 2003 | Wimbledon           | Max Mirnyj   | Jonas Björkman Todd Woodbridge | 3–6, 6–3, 7–6(4), 6–3       |
| 2009 | Australian Open (2) | Mark Knowles | Bob Bryan Mike Bryan           | 2–6, 7–5, 6–0               |
| 2009 | US Open (2)         | Mark Knowles | Lukáš Dlouhý Leander Paes      | 3–6, 6–3, 6–2               |

### Smíšená čtyřhra

#### Vítězství (8)
| Rok  | Turnaj              | Partnerka           | Soupeři ve finále                            | Výsledek    |
| 1997 | French Open         | Rika Hirakiová      | Lisa Raymondová Patrick Galbraith            | 6–4, 6–1    |
| 1999 | US Open             | Ai Sugijamaová      | Kimberly Poová Donald Johnson                | 6–4, 6–4    |
| 2002 | Wimbledon           | Jelena Lichovcevová | Daniela Hantuchová Kevin Ullyett             | 6–2, 7–5    |
| 2005 | Wimbledon (2)       | Mary Pierceová      | Tatiana Perebijnisová Paul Hanley            | 6–4, 6–2    |
| 2005 | US Open (2)         | Daniela Hantuchová  | Katarina Srebotniková Nenad Zimonjić         | 6–4, 6–2    |
| 2006 | Australian Open     | Martina Hingisová   | Jelena Lichovcevová Daniel Nestor            | 6–3, 6–3    |
| 2009 | Australian Open (2) | Sania Mirzaová      | Nathalie Dechyová Andy Ram                   | 6–3, 6–1    |
| 2012 | French Open (2)     | Sania Mirzaová      | Klaudia Jansová-Ignaciková Santiago González | 7–6(3), 6–1 |

#### Porážka ve finále (4)
| Rok  | Turnaj          | Partnerka           | Vítězové                         | Výsledek    |
| 1998 | Wimbledon       | Mirjana Lučićová    | Serena Williamsová Max Mirnyj    | 6–4, 6–4    |
| 2003 | French Open     | Jelena Lichovcevová | Lisa Raymondová Mike Bryan       | 6–3, 6–4    |
| 2008 | Australian Open | Sania Mirzaová      | Sun Tchien-tchien Nenad Zimonjić | 7–6(4), 6–4 |
| 2011 | Wimbledon       | Jelena Vesninová    | Iveta Benešová Jürgen Melzer     | 6–3, 6–2    |

## Finálové účasti na turnajích ATP World Tour (80)

### Čtyřhra - výhry (45)
| Legenda                                                       |
| Grand Slam (4)                                                |
| Tennis Masters Cup / ATP World Tour Finals (0)                |
| ATP Masters Series / ATP World Tour Masters 1000 (12)         |
| ATP International Series Gold / ATP World Tour 500 Series (4) |
| ATP International Series / ATP World Tour 250 Series (25)     |

| Tituly dle povrchu |
| Tvrdý (27)         |
| Antuka (13)        |
| Tráva (1)          |
| Koberec (4)        |

| Č.  | Datum             | Turnaj                 | Povrch  | Partner             | Soupeři ve finále                     | Výsledek                  |
| 1.  | 13. duben 1997    | Čennaj, Indie          | tvrdý   | Leander Paes        | Oleg Ogorodov Ejal Ran                | 7-6, 7-5                  |
| 2.  | 4. květen 1997    | Praha, Česko           | antuka  | Leander Paes        | Petr Luxa David Škoch                 | 6-1, 6-1                  |
| 3.  | 3. srpen 1997     | Montreal, Kanada       | tvrdý   | Leander Paes        | Sébastien Lareau Alex O'Brien         | 7-6, 6-3                  |
| 4.  | 17. srpen 1997    | New Haven, USA         | tvrdý   | Leander Paes        | Sébastien Lareau Alex O'Brien         | 6-4, 6-7, 6-2             |
| 5.  | 5. říjen 1997     | Peking, Čína           | tvrdý   | Leander Paes        | Alex O'Brien Jim Courier              | 7-5, 7-6                  |
| 6.  | 12. říjen 1997    | Singapur, Singapur     | koberec | Leander Paes        | Rick Leach Jonathan Stark             | 6-4, 6-4                  |
| 7.  | 10. leden 1998    | Dauhá, Katar           | tvrdý   | Leander Paes        | Olivier Delaître Fabrice Santoro      | 6-4, 3-6, 6-4             |
| 8.  | 15. únor 1998     | Dubaj, SAE             | tvrdý   | Leander Paes        | Donald Johnson Francisco Montana      | 6-2, 7-5                  |
| 9.  | 12. duben 1998    | Čennaj, Indie          | tvrdý   | Leander Paes        | Olivier Delaître Max Mirnyj           | 6-7, 6-3, 6-2             |
| 10. | 17. květen 1998   | Řím, Itálie            | antuka  | Leander Paes        | Ellis Ferreira Rick Leach             | 6-4, 4-6, 7-6             |
| 11. | 11. říjen 1998    | Šanghaj, Čína          | koberec | Leander Paes        | Todd Woodbridge Mark Woodforde        | 6-4, 6-7, 7-6             |
| 12. | 8. listopad 1998  | Paříž, Francie         | koberec | Leander Paes        | Jacco Eltingh Paul Haarhuis           | 6-4, 6-2                  |
| 13. | 9. duben 1999     | Čennaj, Indie          | tvrdý   | Leander Paes        | Wayne Black Neville Godwin            | 4-6, 7-5, 6-4             |
| 14. | 6. červen 1999    | French Open, Francie   | antuka  | Leander Paes        | Goran Ivanišević Jeff Tarango         | 6-2, 7-5                  |
| 15. | 4. červenec 1999  | Wimbledon, V. Británie | tráva   | Leander Paes        | Paul Haarhuis Jared Palmer            | 6-7(10), 6-3, 6-4, 7-6(4) |
| 16. | 27. květen 2000   | St. Pölten, Rakousko   | antuka  | Andrew Kratzmann    | Andrea Gaudenzi Diego Nargiso         | 7-6(10), 6-7(2), 6-4      |
| 17. | 15. říjen 2000    | Tokio, Japonsko        | tvrdý   | Leander Paes        | Michael Hill Jeff Tarango             | 6-4, 6-7(1), 6-3          |
| 18. | 29. duben 2001    | Atlanta, USA           | antuka  | Leander Paes        | Rick Leach David Macpherson           | 6-3, 7-6(7)               |
| 19. | 5. květen 2001    | Houston, USA           | antuka  | Leander Paes        | Kevin Kim Jim Thomas                  | 7-6(4), 6-2               |
| 20. | 9. červen 2001    | French Open, Francie   | antuka  | Leander Paes        | Petr Pála Pavel Vízner                | 7-6(5), 6-3               |
| 21. | 12. srpen 2001    | Cincinnati, USA        | tvrdý   | Leander Paes        | Martin Damm David Prinosil            | 7-6(3), 6-3               |
| 22. | 5. leden 2002     | Čennaj, Indie          | tvrdý   | Leander Paes        | Tomáš Cibulec Ota Fukárek             | 5-7, 6-2, 7-5             |
| 23. | 5. květen 2002    | Mallorca, Španělsko    | antuka  | Leander Paes        | Julian Knowle Michael Kohlmann        | 6-2, 6-4                  |
| 24. | 19. květen 2002   | Hamburk, Německo       | antuka  | Jan-Michael Gambill | Jonas Björkman Todd Woodbridge        | 6-2, 6-4                  |
| 25. | 25. srpen 2002    | Long Island, USA       | tvrdý   | Mike Bryan          | Petr Pála Pavel Vízner                | 6-3, 6-4                  |
| 26. | 6. září 2002      | US Open, USA           | tvrdý   | Max Mirnyj          | Jiří Novák Radek Štěpánek             | 6-3, 3-6, 6-4             |
| 27. | 12. duben 2003    | Estoril, Portugalsko   | antuka  | Max Mirnyj          | Lucas Arnold Ker Mariano Hood         | 6-1, 6-2                  |
| 28. | 20. duben 2003    | Monte Carlo, Monako    | antuka  | Max Mirnyj          | Michaël Llodra Fabrice Santoro        | 6-4, 3-6, 7-6(6)          |
| 29. | 10. srpen 2003    | Montreal, Kanada       | tvrdý   | Max Mirnyj          | Jonas Björkman Todd Woodbridge        | 6-3, 7-6(4)               |
| 30. | 5. říjen 2003     | Moskva, Rusko          | koberec | Max Mirnyj          | Wayne Black Kevin Ullyett             | 6-3, 7-5                  |
| 31. | 19. říjen 2003    | Madrid, Španělsko      | tvrdý   | Max Mirnyj          | Wayne Black Kevin Ullyett             | 6-2, 2-6, 6-3             |
| 32. | 16. leden 2004    | Auckland, Nový Zéland  | tvrdý   | Fabrice Santoro     | Jiří Novák Radek Štěpánek             | 4-6, 7-5, 6-3             |
| 33. | 7. březen 2004    | Dubaj, SAE             | tvrdý   | Fabrice Santoro     | Jonas Björkman Leander Paes           | 6-2, 4-6, 6-4             |
| 34. | 9. květen 2004    | Řím, Itálie            | antuka  | Max Mirnyj          | Wayne Arthurs Paul Hanley             | 2-6, 6-3, 6-4             |
| 35. | 12. červenec 2004 | Båstad, Švédsko        | antuka  | Jonas Björkman      | Simon Aspelin Todd Perry              | 4-6, 7-6(2), 7-6(6)       |
| 36. | 1. srpen 2004     | Toronto, Kanada        | tvrdý   | Leander Paes        | Jonas Björkman Max Mirnyj             | 6-4, 6-2                  |
| 37. | 14. leden 2005    | Sydney, Austrálie      | tvrdý   | Todd Woodbridge     | Arnaud Clément Michaël Llodra         | 6-3, 6-3                  |
| 38. | 17. září 2006     | Peking, Čína           | tvrdý   | Mario Ančić         | Michael Berrer Kenneth Carlsen        | 6-4, 6-3                  |
| 39. | 2. říjen 2006     | Bombaj, Indie          | tvrdý   | Mario Ančić         | Rohan Bopanna Mustafa Ghouse          | 6-4, 6-7(6), 10-8         |
| 40. | 12. srpen 2007    | Montreal, Kanada       | tvrdý   | Pavel Vízner        | Paul Hanley Kevin Ullyett             | 6-4, 6-4                  |
| 41. | 25. srpen 2007    | New Haven, USA         | tvrdý   | Nenad Zimonjić      | Mariusz Fyrstenberg Marcin Matkowski  | 6-3, 6-3                  |
| 42. | 2. březen 2008    | Memphis, USA           | tvrdý   | Mark Knowles        | Sanchai Ratiwatana Sonchat Ratiwatana | 7-6(5), 6-2               |
| 43. | 8. březen 2008    | Dubaj, SAE             | tvrdý   | Mark Knowles        | Pavel Vízner Martin Damm              | 7-5, 7-6(7)               |
| 44. | 26. říjen 2008    | Basilej, Švýcarsko     | tvrdý   | Mark Knowles        | Christopher Kas Philipp Kohlschreiber | 6-3, 6-3                  |
| 45. | 16. srpen 2009    | Montreal, Kanada       | tvrdý   | Mark Knowles        | Max Mirnyj Andy Ram                   | 6-4, 6-3                  |

### Čtyřhra - prohry (35)
| Legenda                                                       |
| Grand Slam (5)                                                |
| Tennis Masters Cup / ATP World Tour Finals (3)                |
| ATP Masters Series / ATP World Tour Masters 1000 (10)         |
| ATP International Series Gold / ATP World Tour 500 Series (6) |
| ATP International Series / ATP World Tour 250 Series (11)     |

| Finále dle povrchu |
| Tvrdý (19)         |
| Antuka (4)         |
| Tráva (5)          |
| Koberec (7)        |

| Č.  | Datum             | Turnaj                           | Povrch  | Partner          | Vítězové                             | Výsledek                    |
| 1.  | 27. červenec 1997 | Los Angeles, USA                 | tvrdý   | Rick Leach       | Sébastien Lareau Alex O'Brien        | 7-6, 6-4                    |
| 2.  | 23. listopad 1997 | Doubles Championships, Hartford  | koberec | Leander Paes     | Rick Leach Jonathan Stark            | 6-3, 6-4, 7-6               |
| 3.  | 18. říjen 1998    | Singapur, Singapur               | koberec | Leander Paes     | Todd Woodbridge Mark Woodforde       | 6-2, 6-3                    |
| 4.  | 31. říjen 1998    | Stuttgart, Německo               | tvrdý   | Leander Paes     | Sébastien Lareau Alex O'Brien        | 6-3, 3-6, 7-5               |
| 5.  | 26. leden 1999    | Australian Open, Austrálie       | tvrdý   | Leander Paes     | Jonas Björkman Patrick Rafter        | 6-3, 4-6, 6-4, 6-7(10), 6-4 |
| 6.  | 12. září 1999     | US Open, USA                     | tvrdý   | Leander Paes     | Sébastien Lareau Alex O'Brien        | 7-6(7), 6-4                 |
| 7.  | 20. listopad 1999 | Doubles Championships, Hartford  | koberec | Leander Paes     | Sébastien Lareau Alex O'Brien        | 6-3, 6-2, 6-2               |
| 8.  | 17. červen 2000   | Halle, Německo                   | tráva   | David Prinosil   | Nicklas Kulti Mikael Tillström       | 7-6(4), 7-6(4)              |
| 9.  | 16. prosinec 2000 | Doubles Championships, Bangalore | tvrdý   | Leander Paes     | Donald Johnson Piet Norval           | 7-6(8), 6-3, 6-4            |
| 10. | 19. srpen 2001    | Indianapolis, USA                | tvrdý   | Sébastien Lareau | Mark Knowles Brian MacPhie           | 7-6(5), 5-7, 6-4            |
| 11. | 6. říjen 2001     | Moskva, Rusko                    | koberec | Jeff Tarango     | Max Mirnyj Sandon Stolle             | 6-3, 6-0                    |
| 12. | 28. říjen 2001    | Basilej, Švýcarsko               | koberec | Leander Paes     | Ellis Ferreira Rick Leach            | 7-6(3), 6-4                 |
| 13. | 4. listopad 2001  | Paříž, Francie                   | koberec | Leander Paes     | Ellis Ferreira Rick Leach            | 3-6, 6-4, 6-3               |
| 14. | 16. červen 2002   | Queen's Club, V. Británie        | tráva   | Max Mirnyj       | Wayne Black Kevin Ullyett            | 7-5, 6-3                    |
| 15. | 11. srpen 2002    | Cincinnati, USA                  | tvrdý   | Max Mirnyj       | James Blake Todd Martin              | 7-5, 6-3                    |
| 16. | 18. srpen 2002    | Indianapolis, USA                | tvrdý   | Max Mirnyj       | Mark Knowles Daniel Nestor           | 7-6(4), 6-7(5), 6-4         |
| 17. | 20. říjen 2002    | Madrid, Španělsko                | tvrdý   | Max Mirnyj       | Mark Knowles Daniel Nestor           | 6-3, 7-5, 6-0               |
| 18. | 12. leden 2003    | Sydney, Austrálie                | tvrdý   | Joshua Eagle     | Paul Hanley Nathan Healey            | 7-6(3), 6-4                 |
| 19. | 18. květen 2003   | Hamburk, Německo                 | antuka  | Max Mirnyj       | Mark Knowles Daniel Nestor           | 6-4, 7-6(10)                |
| 20. | 15. červen 2003   | Queen's Club, V. Británie        | tráva   | Max Mirnyj       | Mark Knowles Daniel Nestor           | 5-7, 6-4, 7-6(3)            |
| 21. | 5. červenec 2003  | Wimbledon, V. Británie           | tráva   | Max Mirnyj       | Jonas Björkman Todd Woodbridge       | 3-6, 6-3, 7-6(4), 6-3       |
| 22. | 12. říjen 2003    | Vídeň, Rakousko                  | tvrdý   | Max Mirnyj       | Yves Allegro Roger Federer           | 7-6(7), 7-5                 |
| 23. | 17. říjen 2004    | Moskva, Rusko                    | koberec | Jonas Björkman   | Igor Andrejev Nikolaj Davyděnko      | 3-6, 6-3, 6-4               |
| 24. | 9. leden 2005     | Čennaj, Indie                    | tvrdý   | Jonas Björkman   | Jen-sun Lu Rainer Schüttler          | 7-5, 4-6, 7-6(4)            |
| 25. | 3. březen 2007    | Dubaj, SAE                       | tvrdý   | Radek Štěpánek   | Fabrice Santoro Nenad Zimonjić       | 7-5, 6-7(3), 10-7           |
| 26. | 5. duben 2008     | Miami, USA                       | tvrdý   | Mark Knowles     | Bob Bryan Mike Bryan                 | 6-2, 6-2                    |
| 27. | 27. duben 2008    | Monte Carlo, Monako              | antuka  | Mark Knowles     | Rafael Nadal Tommy Robredo           | 6-3, 6-3                    |
| 28. | 21. červen 2008   | s'Hertogenbosch, Nizozemsko      | tráva   | Leander Paes     | Mario Ančić Jürgen Melzer            | 7-6(5), 6-3                 |
| 29. | 23. srpen 2008    | New Haven, USA                   | tvrdý   | Mark Knowles     | Marcelo Melo André Sá                | 7-5, 6-2                    |
| 30. | 19. říjen 2008    | Madrid, Španělsko                | tvrdý   | Mark Knowles     | Mariusz Fyrstenberg Marcin Matkowski | 6-4, 6-2                    |
| 31. | 31. leden 2009    | Australian Open, Austrálie       | tvrdý   | Mark Knowles     | Bob Bryan Mike Bryan                 | 2-6, 7-5, 6-0               |
| 32. | 26. duben 2009    | Barcelona, Španělsko             | antuka  | Mark Knowles     | Daniel Nestor Nenad Zimonjić         | 6-3, 7-6(9)                 |
| 33. | 13. září 2009     | US Open, USA                     | tvrdý   | Mark Knowles     | Lukáš Dlouhý Leander Paes            | 3-6, 6-3, 6-2               |
| 34. | 3. duben 2010     | Miami, USA                       | tvrdý   | Max Mirnyj       | Lukáš Dlouhý Leander Paes            | 6-2, 7-5                    |
| 35. | 18. duben 2010    | Monte Carlo, Monako              | antuka  | Max Mirnyj       | Daniel Nestor Nenad Zimonjić         | 6-3, 2-0 skreč              |

## Davisův pohár
Mahesh Bhupathi se zúčastnil 33 zápasů v Davisově poháru  za tým Indie s bilancí 8-14 ve dvouhře a 25-6 ve čtyřhře.

## Postavení na žebříčku ATP na konci sezóny

### Dvouhra
| Rok    | 1992 | 1993   | 1994   | 1995   | 1996   | 1997   | 1998   | 1999   | 2000   | 2001   | 2002   |
| Pořadí | 944. | ▲ 532. | ▲ 284. | ▼ 350. | ▼ 418. | ▲ 228. | ▼ 372. | ▲ 298. | ▼ 892. | ▼ 910. | ▼ 835. |

### Čtyřhra
| Rok    | 1992 | 1993   | 1994   | 1995   | 1996   | 1997  | 1998 | 1999 | 2000  | 2001 | 2002 | 2003 | 2004 | 2005  | 2006  | 2007  | 2008 | 2009 |
| Pořadí | 928. | ▲ 356. | ▲ 299. | ▲ 151. | ▲ 105. | ▲ 11. | ▲ 3. | ▲ 2. | ▼ 39. | ▲ 6. | ▲ 4. | ▬ 4. | ▼ 7. | ▼ 19. | ▼ 30. | ▲ 21. | ▲ 6. | ▼ 7. |